# Xin'an Xianzhi
Xin'an Xianzhi (traditioneel Chinees: 新安縣誌, vereenvoudigd Chinees: 新安縣志) is een aardrijkskundig en geschiedkundig boek over de Zuid-Chinese regio Xin'an (in Hongkong-romanisatie: Po On). Deze regio is nu verdeeld in Shenzhen in het noorden en Hongkong in het zuiden. Het boek werd in het regeerjaar van keizer Kangxi van de Qing-dynastie geschreven. Tijdens het regeerjaar van keizer Jiaqing werd een herziene druk uitgegeven van dit boek.
Het boek geeft informatie over de geografie en geschiedenis van de regio ten tijde van de Ming-dynastie en de Qing-dynastie. Xin'an werd ten tijde van het drukken van het boek bestuurlijk beheerst door de lokale overheid van Guangzhou, de provinciehoofdstad van Guangdong. Het boek vormt een belangrijke informatiebron voor de geschiedenis van Hongkong. Xin'an Xianzhi is verdeeld in dertien hoofdstukken waarbij elk hoofdstuk over een specifiek onderwerp gaat. Er wordt onder andere gesproken over de acht mooiste bezienswaardigheden van Xin'an.